# Dem Täter auf der Spur
Dem Täter auf der Spur ist eine deutsche Krimiserie von Studio Hamburg im Auftrag des NDR, die in den Jahren 1967 bis 1973 produziert wurde. Regie führte bei allen Episoden Jürgen Roland. Die Serie basiert auf der französischen Reihe Die fünf letzten Minuten (Les cinq dernières minutes). Die Folgen 1 bis 6 wurden in Schwarzweiß, die weiteren elf in Farbe gedreht.

## Konzept
Bei dieser in Paris und Umgebung spielenden und in den meisten Episoden von französischen Autoren entworfenen Krimiserie sollten die Zuschauer (nach dem Vorbild der TV-Kurzserie Inspektor Hornleigh greift ein... von 1961) bei der Suche nach dem Täter miteinbezogen werden. Regisseur Jürgen Roland forderte das Publikum vor Beginn des Films auf, anhand von Indizien den Fall zu lösen.
Nun begann das Whodunit mit der Entdeckung eines Mordes. Dann ermittelten der schnoddrig-mürrische Kommissar Bernard und seine Mitarbeiter Inspektor Mireux (Folge 1–2) und Inspektor Janot (ab Folge 3). Während Mireux eher blass blieb, stellte Janot abseitige Thesen auf, zeigte mitunter seine Sangeskunst und war dem weiblichen Geschlecht stets zugetan. Manchmal stellten Bernard und Janot dem Publikum mehrere Thesen vor. Scheinbar noch lange nicht am Ziel, wandte sich Bernard am Ende in die Kamera und erklärte: „Für mich ist der Fall klar. Und für Sie?“
Nun erschien wieder Jürgen Roland, der vor einem großen Publikum mehrere prominente Gäste empfing und sie nach ihrem Urteil fragte. Zu Gast waren u. a. Uschi Glas, Helga Feddersen, Inge Meysel, Liselotte Pulver, Katja Ebstein, Reinhard Mey und Hans-Dietrich Genscher, die ihren Tipp abgaben und dies begründeten.
Schließlich ging es zurück zur Handlung, in der jetzt Kommissar Bernard die Lösung lieferte. Dabei waren von entscheidender Bedeutung ein paar schnell hingeworfene Worte, scheinbar unwichtige Bemerkungen, vermeintlich belanglose Beobachtungen, die in ihrer Kombination zur Überführung des Mörders führten.
Zuletzt analysierte Jürgen Roland mit seinen Gästen das Ergebnis. Einen Preis für die richtige Lösung gab es nicht.
Obwohl Dem Täter auf der Spur in Frankreich spielte, war die Serie ausschließlich mit deutschen Schauspielern besetzt. Einige prominente Darsteller der damaligen Fernseh-Ära wurden von Jürgen Roland mehrmals engagiert: Wolfgang Kieling, Ruth Maria Kubitschek, Cordula Trantow, Horst Frank, Günter Lüders, Werner Peters und Günther Ungeheuer traten in zwei Folgen auf, Klaus Löwitsch war dreimal, Margot Trooger sogar fünfmal zu sehen.

## Folgen
- 1: Am Rande der Manege (Erstausstrahlung 15. Juli 1967, mit Rudolf Schündler, Friedrich Joloff, Helmuth Schneider, Horst Michael Neutze, Herbert Fleischmann)
- 2: Zehn Kisten Whisky (Erstausstrahlung 9. Dezember 1967, mit Klaus Löwitsch, Ruth Maria Kubitschek, Stanislav Ledinek, Herbert Weissbach, Gerhard Frickhöffer, Herbert Fux)
- 3: Schrott (Erstausstrahlung 8. Juni 1968, mit Viktoria Brams, Alexander Golling, Margot Trooger, Rudolf Schündler, Bernd Herzsprung, Horst Michael Neutze)
- 4: Das Fenster zum Garten (Erstausstrahlung 31. Mai 1969, mit Hannelore Elsner, Werner Peters, Margot Trooger, Peter Weck, Rosemarie Fendel)
- 5: Familienärger (Erstausstrahlung 4. Oktober 1969, mit Walter Jokisch, Mady Rahl, Rudolf Schündler, Hans-Jürgen Bäumler, Hilde Sessak, Karl Schönböck)
- 6: Frau gesucht … (Erstausstrahlung 28. März 1970, mit Werner Peters, Barbara Rütting, Carl Schell, Stella Mooney, Heinz Fabian, Horst Beck, Willy Witte)
- 7: Puppen reden nicht (Erstausstrahlung 27. Juni 1970, mit Will Quadflieg, Hans Korte, Edith Schultze-Westrum, Jan Hendriks, Helen Vita, Violetta Ferrari, Dieter Borsche, Margot Trooger)
- 8: Froschmänner (Erstausstrahlung 19. September 1970, mit Gerd Baltus, Heidelinde Weis, Art Brauss, Uwe Friedrichsen, Carl Lange, Günter Lüders)
- 9: Schlagzeile: Mord (Erstausstrahlung 19. Dezember 1970, mit Heidi Brühl, Karl Walter Diess, Wolfgang Lukschy, Dénes Törzs, Herbert Mensching, Ernst Stankovski)
- 10: Tod am Steuer (Erstausstrahlung 15. Mai 1971, mit Horst Frank, Evelyn Künneke, Hubert von Meyerinck, Ulli Philipp, Günther Ungeheuer)
- 11: Flugstunde (Erstausstrahlung 27. November 1971, mit Hansjörg Felmy, Cordula Trantow, Margot Trooger, Karl-Heinz Hess, Joachim Richert, Joseph Offenbach, Helen Vita)
- 12: In Schönheit sterben (Erstausstrahlung 10. Juni 1972, mit Klaus Löwitsch, Monika Peitsch, Eva Pflug, Hans Söhnker)
- 13: Ohne Kranz und Blumen (Erstausstrahlung 22. Juli 1972, mit Wolfgang Kieling, Rudolf Schündler, Cordula Trantow, Margot Trooger, Walter Kohut, Ingmar Zeisberg, Dirk Dautzenberg)
- 14: Der Tod in der Maske (Erstausstrahlung 4. November 1972, mit Horst Frank, Monika Gabriel, Wolfgang Kieling, Heinz Schubert, Werner Pochath, Beate Hasenau, Andrea Rau)
- 15: Kein Hafer für Nicolo (Erstausstrahlung 16. Dezember 1972, mit Ivan Desny, Christiane Maybach, Mady Rahl, Helmut Schmid, Claus Wilcke, Franz Muxeneder, Klaus Löwitsch)
- 16: Blinder Haß (Erstausstrahlung 26. Mai 1973, mit Ruth Maria Kubitschek, Anita Lochner, Günter Lüders, Rose Renée Roth, Hanne Wieder, Otto Kurth, Mady Rahl)
- 17: Stellwerk 3 (Erstausstrahlung 4. August 1973, mit Evelyn Opela, Gundy Grand, Mady Rahl, Hans Korte, Günther Ungeheuer, Uwe Dallmeier, Dieter Prochnow, Peter Ahrweiler, Joachim Richert, Günter Mack)

## DVD-Veröffentlichung
Alle Folgen wurden 2005 auf DVD veröffentlicht. Diese enthält auch den ebenfalls von Jürgen Roland inszenierten Film Einer fehlt beim Kurkonzert von 1968 als Bonus („18. Folge“).